# Moa Granat
Moa Granat (8 agosto 2004) è un'ostacolista e velocista svedese.

## Record nazionali
Seniores
- Staffetta 4x400 m: 3'29"84 ( Roma, 11 giugno 2025) (Lisa Lilja, Moa Granat, Jonna Claesson, Marie Kimumba)

Allievi (under 18)
- 300 metri ostacoli: 40"96 ( Norrköping, 15 agosto 2021)

### 400 metri piani
| Stagione | Misura   | Luogo      | Data      | Rank. Mond. |
| -------- | -------- | ---------- | --------- | ----------- |
| 2025     | 53"19    | Göteborg   | 31-5-2025 |             |
| 2024     | 53"61(i) | Karlstad   | 17-2-2024 |             |
| 2023     | 53"78(i) | Karlstad   | 26-2-2023 |             |
| 2022     | 53"81    | Lidingö    | 21-8-2022 |             |
| 2021     | 54"67    | Norrköping | 14-8-2021 |             |
| 2020     | 54"41    | Sollentuna | 5-7-2020  |             |

### 400 metri ostacoli
| Stagione | Misura | Luogo      | Data      | Rank. Mond. |
| -------- | ------ | ---------- | --------- | ----------- |
| 2025     | 55"28  | Karlstad   | 3-7-2025  |             |
| 2024     | 55"89  | Roma       | 10-6-2024 |             |
| 2023     | 56"37  | Stoccolma  | 3-9-2023  |             |
| 2022     | 56"77  | Norrköping | 7-8-2022  |             |
| 2021     | 56"84  | Stoccolma  | 5-9-2021  |             |
| 2020     | 57"88  | Söderhamn  | 8-8-2020  |             |
| 2019     | 59"44  | Karlstad   | 1-9-2019  |             |

## Palmarès
| Anno | Manifestazione | Sede        | Evento   | Risultato  | Prestazione | Note  |
| ---- | -------------- | ----------- | -------- | ---------- | ----------- | ----- |
| 2021 | Europei U20    | Tallinn     | 400 m hs | Argento    | 57"94       |       |
| 2023 | Europei U20    | Gerusalemme | 400 m hs | Oro        | 56"58       |       |
| 2023 | Mondiali       | Budapest    | 400 m hs | Batteria   | 56"61       | [ 1 ] |
| 2024 | Europei        | Roma        | 400 m hs | Semifinale | 55"89       | [ 2 ] |
| 2024 | Europei        | Roma        | 4x400 m  | Semifinale | 3'29"84     | [ 3 ] |
| 2025 | Europei U23    | Bergen      | 400 m hs | 4ª         | 55"56       |       |
| 2025 | Europei U23    | Bergen      | 4x400 m  | Batteria   | 3'34"32     |       |

## Campionati nazionali
- 5 volte campionessa nazionale svedese dei 400 metri ostacoli (2021, 2022, 2023, 2024, 2025)
- 1 volta campionessa nazionale svedese indoor dei 400 metri piani (2023)

2019
- Argento ai campionati svedesi (Karlstad), 400 metri ostacoli - 59"44

2020
- Argento ai campionati svedesi (Uppsala), 400 metri ostacoli - 58"06

2021
- Oro ai campionati svedesi (Borås), 400 metri ostacoli - 57"65

2022
- Oro ai campionati svedesi (Norrköping), 400 metri ostacoli - 56"67

2023
- Oro ai campionati svedesi indoor (Malmö), 400 metri piani - 54"37
- Oro ai campionati svedesi (Norrköping), 400 metri ostacoli - 56"61

2024
- Bronzo ai campionati svedesi indoor (Karlstad), 400 metri piani - 53"61
- Oro ai campionati svedesi (Uddevalla), 400 metri ostacoli - 56"98

2025
- Bronzo ai campionati svedesi indoor (Växjö), 400 metri piani - 53"59
- Oro ai campionati svedesi (Karlstad), 400 metri ostacoli - 56"66[4]

## Altre competizioni internazionali
2023
- 8ª ai Campionati europei a squadre, ( Chorzów), 400 metri ostacoli - 56"61
- 12ª ai Campionati europei a squadre, ( Chorzów), staffetta 4x400 m mista - 3'17"93
- Argento al Bauhaus-Galan ( Stoccolma), 400 metri ostacoli - 57"34

2024
- 8ª al Bauhaus-Galan ( Stoccolma), 400 metri ostacoli - 56"65

2025
- 6ª al Bauhaus-Galan ( Stoccolma), 400 metri ostacoli - 55"37
- 8ª ai Campionati europei a squadre, ( Madrid), 400 metri piani - 55"75